# Camponotus herculeanus
Camponotus herculeanus (Linnaeus, 1758) è una formica appartenente alla sottofamiglia Formicinae.

## Descrizione
C. herculeanus è una specie polimorfica, ovvero presenta varie caste di operaie (minor, medie e major) di dimensioni differenti, che vanno da 6 a 14 mm. Queste formiche presentano una colorazione rosso-cupo sul torace e sulle zampe, mentre il resto del corpo (testa e addome) è nero lucido.

## Distribuzione e habitat
Questa specie è diffusa in Europa, Asia settentrionale e America del Nord. Dato il suo ampio areale, C. herculeanus occupa una grande varietà di habitat, ma predilige in modo particolare le foreste di conifere.

## Biologia
Formica monoginica (ogni colonia ospita una sola regina, che è l'unica in grado di deporre uova fertili), Camponotus herculeanus nidifica nel legno marcio e sotto i ceppi, ed è perciò legata agli ambienti boschivi. I sessuati (future regine e maschi) vengono prodotti alla fine dell'estate, ma rimangono nel nido fino a primavera, quando avvengono le sciamature di questa specie.

## Tassonomia
Di questa specie fanno parte le sottospecie:
- Camponotus herculeanus eudokiae (Ruzsky, 1926)
- Camponotus herculeanus herculeanus (Linnaeus, 1758)